# Eddie Meduza
Eddie Meduza, pseudonimo di Errol Leonard Norstedt (Örgryte, 17 giugno 1948 – Nöbbele, 17 gennaio 2002), è stato un cantautore, musicista, cantante, compositore, paroliere, comico e polistrumentista svedese.
Tra gli strumenti che ha suonato ci sono chitarra, basso elettrico, sassofono, fisarmonica e pianoforte.

## Discografia
- 1975 - Errol
- 1979 - Eddie Meduza & Roarin' Cadillacs
- 1980 - Garagetaper
- 1981 - Gasen I Botten
- 1982 - För Jævle Braa!
- 1983 - Dåren É Lös
- 1984 - West A Fool Away
- 1985 - Ain't Got No Cadillac
- 1990 - You Ain't My Friend
- 1995 - Harley Davidson
- 1997 - Silver Wheels
- 1998 - Värsting Hits
- 1999 - Väg 13
- 2001 - Scoop